# Albanikirche (Erfurt)
Die Albanikirche war eine Pfarrkirche in der Altstadt von Erfurt.

## Geschichte
Die Albanikirche befand sich in der Bahnhofstraße an der Ecke zur Mühlgasse auf dem Gelände des heutigen Bürohauses der Dresdner Bank.
Sie wurde 1125 erstmals urkundlich erwähnt. Nach der Einführung der Reformation im Jahr 1525 wurde die Kirche evangelisch, aber nicht mehr für Gottesdienste genutzt. Als Erfurt im Dreißigjährigen Krieg von den Schweden besetzt wurde, ließen diese die Albanikirche 1647 abreißen.